# Renata Colombo
Pour les articles homonymes, voir Colombo (homonymie).
Renata Colombo est une joueuse brésilienne de volley-ball née le 25 février 1981 à Birigüi (São Paulo). Elle mesure 1,81 m et joue au poste d'attaquante. Elle totalise 6 sélections en équipe du Brésil.

## Clubs
| Club                       | De        | À         |
| -------------------------- | --------- | --------- |
| Votuporanga                | 1996-1997 | 1996-1997 |
| Campo de Piracicaba        | 1997-1998 | 1997-1998 |
| Grêmio de Vôlei Osasco     | 1998-1999 | 1999-2000 |
| SJ dos Campos              | 2001-2001 | 2001-2001 |
| Grêmio de Vôlei Osasco     | 2001-2002 | 2001-2002 |
| São Caetano                | 2002-2003 | 2002-2003 |
| ACF Campos                 | 2003-2004 | 2004-2005 |
| Rio de Janeiro Volêi Clube | 2005-2006 | 2007-2008 |
| TAB Queenseis              | 2008-2009 | 2009-2010 |
| Tiboni Urbino              | 2010-2011 | 2010-2011 |
| VK Bakı                    | 2011-2012 | 2011-2012 |
| São Bernardo               | 2012-2013 | 2012-2013 |
| GR Barueri                 | 2013-2014 | 2013-2014 |
| EC Pinheiros               | 2014-2015 | 2014-2015 |
| São Bernardo               | 2015-2016 | 2015-2016 |
| Fluminense Football Club   | 2016-2017 | 2017-2018 |
| Brasília Vôlei             | 2018-2019 | 2018-2019 |
| Rio de Janeiro Volêi Clube | 2019-2020 | …         |

## Palmarès

### Équipe nationale
- Grand Prix mondial
  - Vainqueur : 2005, 2006.
- Championnat du monde
  - Finaliste : 2006.
- World Grand Champions Cup
  - Vainqueur : 2005.

### Clubs
- Championnat du Brésil
  - Vainqueur : 2006, 2007, 2008, 2020.
- Coupe du Brésil
  - Vainqueur : 2007, 2015.
- Coupe de la CEV
  - Vainqueur : 2011.
- Challenge Cup
  - Finaliste : 2012.